# Фікшн
Фікшн (англ. fiction — вигадка, фікція; тут: фантастика) — популярна в англомовних країнах категорія творів різних видів мистецтва, зокрема літератури, кіно, театру та інших, загальною властивістю яких є те, що вони мають у своїй основі вигадану, а не фактичну історію. У нас такі твори категоризують зазвичай як художні, але в англомовних країнах для того, щоб твір художньої літератури міг бути занесеним у «літературу», він повинен мати художню цінність, а для твору категорії «фікшн» це не обов'язково. Здебільшого твори категорії фікшн мають легкий розважальний, пригодницький характер. Однак, межа поділу не визначена чітко — часто ті ж таки твори можна віднести до кількох категорій.
Твори категорії фікшн діляться на жанри, наприклад, англ. science fiction перекладається як наукова фантастика, і в цю категорію входять як літературні твори, так і науковофантастичні фільми. В англомовному світі слово фільм щодо кінопродукції або не вживають взагалі, або вживають дуже рідко, коли мова йде про art-house. Звичайно кінофільми називають movies або flics (звідси назва популярної мережі Netflix). 
Протилежністю категорії фікшн є категорія нон-фікшн. У неї входять не тільки документальні та художні твори, а й наукові, технічні та інші. Поділ на секції фікшн та нон-фікшн характерний для будь-якої колекції книг у бібліотеках, книжкових магазинах тощо.
У теорії мистецтва фікшн визначається насамперед такими рисами, як відхилення від правди й відсутність згоди з фактичною реальністю. Існує багато різних підходів до пояснення мистецької вигадки, але загальноприйнятої теорії немає.

## Зображення світу

### Вигадані світи
У творах фантастики та інших жанрів, що відносяться до категорії фікшн, створюється власний «фіктивний» світ. Збудувавши такий «світ», можна говорити про дії, події, людей, місця тощо, узгоджуючи їх із вигаданими правилами. Такий світ може докорінно відрізняти від справжнього за своїми характеристиками, але може бути дуже схожим на реальний світ. Це залежить від жанру. Наприклад, в художніх творах наукової фантастики світобудова займає одне з вирішальних за важливістю мість. Наукові фантасти вигадують космічні кораблі, надзвичайні винаходи, суспільства з дивними правилами, зміни в ході історії (альтернативна історія), позаземні цивілізації тощо.  У жанрі фентезі зазвичай діють маги, ельфи, гноми та інші вигадані істоти. З іншого боку, світ художнього твору може бути настільки наближеним до реальності, що за формальними ознаками його важко відрізнити. У таких творах зазвичай реалії справжнього світу зовсім не спотворюються, а вигадкою є лише персонажі, тобто розповідається про людей, яких ніколи не було, місця, дрібні події, що не змінюють загальної картини світу й світосприйняття.

### Терміни  фіктивне та вигадане
В англійській мові немає різниці між фікцією та вигадкою, принаймні коли використовується слово fiction. В українській мові слово фікція має негативний відтінок не просто чого-небудь, що не відповідає фактам, але ще до того ж є несправжнім, підробкою. Твори категорії фікшн є вигадкою, але для них невластиве злісне викривлення, яке ми зазвичай пов'язуємо з поняттям фікція. 
Художній твір зазвичай ставить перед собою іншу мету, ніж документальне зображення реального життя. Вигадка в ньому функціональна — зацікавити, змусити задуматись, подати мораль тощо. Художній твір є взаємодією між автором і читачем, глядачем, слухачем тощо. Це його загальна властивість, і часто мистецтво намагається досягти цієї мети через перебільшення.

## Вигадане
Найважливішою характеристикою фікшн є те, що описуються придумані події з придуманими людьми. Такі події в реальному світі не відбувалися, таких людей не існувало й не існує, такі місця неможливо відшукати на мапі.
Вигадка художнього твору завжди доповнюється вигадкою людини, яка сприймає художній твір. Наприклад, сприйняття картини Роя Ліхтенштейна «Oh, Jeff...I Love You, Too...But...» неможливе без створення глядачем образу Джеффа, якого на самій картині не намальовано.  

### Фантастичне й реалістичне
У теорії фантастичність та реалізм є термінами, що вказують на частку вигаданого  та фактичного у вигаданій оповіді. Оповідь вважається фантастичною, якщо вона має дуже високу частку вигаданих елементів. Теорія  не обов'язково пов'язує фікшн з жанром фентезі чи фантастики,  хоча це загалом жанри, які є фантастичними. Оповідь вважається реалістичною, якщо подібність  вигаданого світу до реального дуже висока, тобто частина вигаданого в ній незначна. 
Реалізм у сенсі теорії  не обов'язково пов'язаний з епохою реалізму або реалістичним стилем. Плутанина відповідних смислових значень часто веде до плутанини щодо сенсу «реалістичності» та «фантазії».

### Вигадані й невигадані персонажі
Такі літературні персонажі як Дон Кіхот у романі Сервантеса повністю вигадані. Немає надійних джерел, що засвідчували б його існування. Інша справа з такими персонажами як з Наполеоном у «Знедолених» Віктора Гюго . Наполеон із роману відповідає своїй біографії, має відповідний зовнішний вигляд та вчинки, які здійснював справжій Наполеон,  історія життя якого достатньо документована.
Можливо, що фактичні персонажі художніх творах здійснюють вигадані вчинки. Оскільки тотожність реальної та фіктивної людини може бути виведена лише з певного біографічного матеріалу, така ситуація є доволі складною справою, однак вона не є рідкістю. Наприклад, в  «Симфонії Наполеона»  Ентоні Берджеса зустрічається епізод застільної розмови родини Бонопартів; це вигадка, але вона все ж служать для ілюстрації і критики історичного Наполеона та його вчинків.

### Вигадані й невигадані місця
У фікшн зустрічаються як вигадані, так і невигадані місця. Так місто Міддлмарч в романі Джорджа Еліота вигадане, тоді як Париж у романі «У пошуках втраченого часу» Марселя Пруста відповідає реальному Парижу. Часто вигадка переплітається з реальністю, наприклад, у фактичних місцях можуть зображатися вигадані вулиці. У романі Пруста Париж не вигадано, чого не скажеш про місто Бальбек.
Особливо багато придуманого у живописі. Важко демаркувати картини, натхнені певними пейзажами або людьми, але частково вигадані. Тут, як і з вигаданими персонажами, треба дивитися на складніші окремі випадки. Наприклад, портрети відомих людей, зазвичай не вигаданих, можуть сильно відрізнятися від реальної моделі; відхилення служать тому, щоб не змальовувати зовнішні вади або для показу сили чи особливостей характеру зображеної людини, використовуючи техніку живопису.

### Різноманітність вигадки у фікшн
Вигадка є в будь-якій оповіді, тому усі можливі її типи перелічити неможливо. Наприклад, у романах Толкієна важливу роль відіграють вигадані мови.
В останні роки виходить багато романів, які практично не мають вигадки й описують  життя автора. До них належать, наприклад  «Листи Павла»  Моніки Марон. Пов'язаність автобіографічних творів  та іншої фантастики наразі інтенсивно обговорюється[джерело?].

## Вигадане та фактичне
У певному сенсі вигадка є позитивною рисою. Це означає, що невигадані сюжети не можна записати в однорідну категорію. Серед невигаданих оповідей   особливо важливі фактичні: оповіді, які слід розглядати як «безпосередні» описи реального світу. Різниця між вигаданим та фактичним нечасто обговорюється в науковій літературі. Є чимало теорій[джерело?], які вважають, що оповіді є або вигаданими або фактичними, тому немає інших «типів».

### Фактичне
Фактична оповідь описує реальний світ таким яким він є. До цього типу оповідей належать, наприклад, новини в газетах.
Фактичний виклад, безумовно, може бути правильним чи неправильним. Отже, відмінність між фактуальністю та фантастикою не має нічого спільного з правильністю чи правдивістю наративу. Новини часто бувають брехливими або помилковими; і навіть вигадана розповідь може бути неправильною або принаймні вводити в оману: такі наративи називають ненадійними.
З іншого боку, безпосередність фактичного подання має особливе значення. Воно полягає в достовірності засобів вираження, принаймні запобігає неоднозначності, і зосереджена на передачі фактів, тобто опису місць, осіб, об'єктів, дій та подій. (Це не означає , що опис фактів не може бути доповнено коментарями або оцінками). 
Різниця між фактичним та вигаданим викладом різноманітна. У більшості випадків у мистецтві  застосовується фактичний виклад. Це означає, що правила фактичного подання оповіді опосередковано обробляються в теоріях художньої літератури; вони також є предметом загальної лінгвістики.

### Апологи
Апологами називають короткі повчальні оповідання, що розповідають про певні  події в художній формі. Їх важко характеризувати як фактичні чи як вигадані. Така категоризація залежить від художності, є, наприклад, поетичні апологи, але не тільки. Далі буде  дві найважливіші форми: священні тексти та байки. Апологи часто претендують на  істину, правильність і відповідальність, але їх загалом не можна розглядати як фактичні.

#### Священні тексти
Священні тексти або священні писання, є нормативними релігійними текстами. Тексти, що мають релігійне значення, часто містять оповіді (події, особи тощо), без яких вони були б фактичними, але вони такими не є тому, що  суперечать іншим уривкам того ж священного тексту або законам природи.  Усе ж, жодна теорія  до священних текстів не можна серйозно ставитися як до вигадки. Священні тексти не створюють фіктивного світу, а мають справу з реальним світом; вони не розповідають вигадки і вважаються історичними джерелами або дозволяють інтерпретації, і ці події чи постаті символічно передають певну правду.
Наприклад, дві розповіді з Книги  Буття претендують на те, щоб  бути істинними уявленнями про створення Землі та людей. При цьому вони суперечать одна одній, тому не можуть бути як описом реального світу, але водночас вони не створюють  фіктивний світ. Їхня правдивість для віруючого християнина чи єврея  є лише екзегезою. Проте така екзегеза може означати , що оповіді, принаймні частково, можна розглядати як безпосередній опис реального світу.

#### Байки
У байках часто зустрічаються тварини або інші істоти, чия функція в оповіді  як правило відповідає будь-якій людині або людині з певними рисами, тобто типу. Байка розповідається заради моралі . На відміну від фантастики, у ній не створюється фіктивний світ зі своїми вигаданими законами, але байка майстерно маскує свої твердження про реальний світ і особливо про моральні принципи.

### Вигадка та реальність
Часто в повсякденній мові слова  «реальність»  і «вигадка» використовуються як протилежності. Але такий вжиток недостатньо характеризує взаємозв'язок між фіктивним і реальним світом, в яких багаторазово перекриваються  взаємозалежності.
Існують дуже різні думки щодо того, як визначити реальність. Однак міркування про переплетіння вигадки з реальністю можуть абстрагуватися від цієї невизначеності, оскільки вони стосуються зв'язку між фіктивним і реальним світом і так приховують риси, властиві поняттю реальність.

#### Принцип реальності
Вигаданий світ літературних творів загалом подібний до реального світу, якщо інше не вказано в оповіді. Це називають принципом реальності. Говорять ще про «мінімальне відхилення»: формальна різниця між вигаданим світом та реальним повинна бути якомога менша.
Наприклад, в романі говориться, що кролик  виглядає зовні як «звичайний» кролик. Тільки тоді, коли прямо вказано , що кролик може розмовляти (як в Алісі в країні чудес Льюїса Керролла), стає зрозуміло , що він не зовсім звичайний.

#### Вплив на реальність
Трапляється так, що вигадане в художніх творах  сприймається як щось важливе для реального світу. Складна семантика формується вигадкою, але, з іншого боку, проста вигадака факти  бере участь у формуванні реального світогляду реальних людей. Вплив художніх творів на реальний світ різноманітний, і способи здійснення цього вливу неможливо категоризувати.
Наприклад, Ніклас Луманн стверджує, що художні твори останніх століть сформували сучасне західне розуміння сексуальності, любові та партнерства. Так відбувається творення світу й зміна значення слів. Бувають випадки помилкового враження, наприклад коли в учня після перегляду фільму «Бен-Гур» Вайлера, складається враження, що в Стародавньому Римі розмовляли російською мовою. Причиною  є уявна правдивість  фільму щодо одягу, політичних обставин та способу життя.
Літературознавці  зазначали, що вигадка має дуже тривалий вплив на світогляд читача. Але, попри існування досліджень (Бернд Зайлер), вони значною мірою залишалися непоміченими. Лише останніми роками вплив художньої літератури на формування сприйняття дійсності дедалі  більше. Пропонувалося доповнити принцип реальності  «принципом кореляції».
Проте літературознавство загалом продовжує заперечувати, що вигадка забезпечує правильний опис реальності. Таке ставлення виникає або через пуристичне розуміння світу (реальний світ особливий) або через жорстке поняття істини. Відтворення реальлій у вигаданому світі розглядається як виняток:  хто, наприклад, не може відрізнити вигадку від реального світу в  кінофільмі?. Якщо пригадати наведений вище приклад з учнем, робиться висновок,  що не слід використовувати художній фільм для ознайомлення  учнів із Стародавнім Римом, оскільки вигадка неправдива.
Серед тих, хто визнає вплив вигадки на реальність, вирізняються ті, хто просто визнає, що у фіктивних світах змальовані «справжні» або «повністю ідентичні» сутності.

#### Принцип ортогональності
Реальність та вигадка не є взаємовиключними: навіть у фіктивних світах існує відмінність між вигаданим та фактичним. Соціолог Елена Еспозіто назвала це принципом ортогональності.  Наприклад,  Емма в романі Флобера «Мадам Боварі»  читає вигадані романи. Ці романи у фіктивному світі книги Флобера — вигадка, але  читання Емми і сама Емми у тому ж романі Флобера реальні.

#### Художня література та історіографія
Гайден Вайт зазначив, дещо перебільшуючи, що історіографія, з її структуруванням, так розгладжує події, що нагадує фантастику. Такі ж думки висловлювали  Райнгарт Козеллек та Ганс Роберт Яусс, але вони не мали такого резонансу. Історія складається з окремих оповідей, тому що тільки оповіді можуть  з'єднати окремі факти логічно і хронологічно. Оповідачі говорять про причинно-наслідковий зв'язок або створюють регулярні послідовності з джерел, але  те, що існує конкретна причинність, яку вони припускають, довести неможливо. Вона може бути висмоктаною з пальця.
Все ж панує думка, що згладжування, яке робить історіографія, докорінно відрізняється від вигадки. Сучасну історіографію не слід розуміти як вигадку: у ній йдеться про реальний світ, в якому історик живе і діє з повною відповідальністю за свої твердження. Специфічне згладжування - це ефект подання, а не фантазія.

### Фантазія
Якщо художня вигадка знімає відповідальність за подання й створює уявні світи, то виникає питання про те, як визначити, чи оповідь є вигадкою. Відповідь на запитання має важливе значення для реакції на художній твір. Переважає уявлення, що необхідних ознак відмінності між творами із художньою вигадкою та без неї на рівні структури подання не існує (див .: Огляд теоретичних творів художньої літератури). Правда, що вигадана оповідь у романі, наприклад, та розповідь про фактичну подію у колі друзів часто стилістично відрізняється, але жоден стиль не прив'язаний жорстко до фантазії чи фактичності. Проблема не в фантазії: фактичний опис може вводити в оману, а вигаданий може точно відповідати фактам.
Реакція, пов'язана з фантазією, може змінитися після «розуміння» того, що твір є вигадкою. Серед розбіжностей, наприклад, є те, що твір  не повністю покладається на факти. (Якщо, наприклад, проаналізувати художній історичний фільм, то ніхто не може бути впевненим в тому, що за зображеної епохи, люди носили тільки такий одяг, як показано у фільмі, навіть якщо творці фільму, мабуть, опиралися на історичні дослідження одягу епохи).  У художніх творах зазвичай з огляду на естетику рім того, ця тенденція значно вища така різниця значно більша. Цікаві питання,  пов'язані з методом та технікою презентації (деяких читачів цікавлять, зокрема, яким був лексикон газетних статей зображеної епохи, а  для багатьох читачів цікавий  лінгвістичний дизайн роману).  Це, однак, чисто соціальні закономірності; ставлення змінюєтьсязалежно від освіти та професії читача (журналіста може цікавити техніка подання фактичних звітів, а у дітей молодшого віку ставлення до переглянутих фільмів ще не виробилося).
Тут постають два запитання. По-перше, чи фізіологічно або когнітивно  вигадка виглядає інакше, ніж реальність. Оскільки людина реагує по різному  на художню вигадку та на фантазію, то друге питання — які показники визначають таку різну реакцію?

#### Сприйняття вигадки на когнітивному рівні
Нинішні психологічні дослідження відзначають, що сприйняття художньої вигадки зовсім не відрізняється від сприйняття фактичного світу. Це не означає, що з  точки зору когнітивної психології факт і вигадка є «рівними» . Якщо вказано, що твір є вигадкою, то існують, безумовно, соціальні, евристичні правила, які гарантують, що поведінка людини під час та після прочитання чи перегляду художнього твору  принципово відрізняється від тої, що була б випадку ознайомлення з фактичним матеріалом. Когнітивна психологія стверджує, що у розумінні «змісту» вигадки у мозку людини нічого не відбувається, що відрізняло б її від реальності.
Когнітивна психологія зазначає, зокрема, що фантазії, які зображають неприємні речі, призводять до фізіологічного  стресу. Тому, навіть коли людина переконана в «нереальності» художньої вигадки, враження від такої вигадки завжди емоційно сильне.

#### Сигнали фантастичного
Германістка Кете Гамбургер виділила поняття  сигналів фантастичного, тобто особливостей, що вказують на придумане в художньому творі. Такі сигнали змінюються з епохою і зумовлені суспільними конвенціями. Можна виділити сигнали, що вказують на приналежність твору до категорії фікшн, та сигнали, що свідчасть про сюжетне фантазування в самому творі. Перші з них можуть належати й до реального світу, наприклад слово «роман» на обкладинці книги, але вони можуть бути також і в самому творі, наприклад, традиційний початок казки «колись давним давно». Сигнали другого типу виділити важче, іноді неможливо, тому що художній твір використовує стиль, наприклад, репортажу або звіту, як це робить Карл Май у своїх романах про Віннету. Іншим типом сигналу є фантазійність подій у творі, але тут не все просто, бо релігійні твори зазвичай не записують у категорію фікшн попри невідповідність законам фізичного світу.

### Класичні праці
- Dorrit Cohn: The Distinction of Fiction. Johns Hopkins University Press, Baltimore MD u. a. 1999, ISBN 0-8018-5942-5 (Збірка).
- Gottfried Gabriel: Fiktion und Wahrheit. Eine semantischen Theorie der Literatur. Frommann-Holzboog, Stuttgart 1975, ISBN 3-7728-0573-6 (Problemata 51).
- Gérard Genette: Fiction et diction. Seuil, Paris 1991, ISBN 2-02-012851-9 (Deutsche Übersetzung: Fiktion und Diktion. Fink, München 1992, ISBN 3-7705-2771-2).
- Käte Hamburger: Die Logik der Dichtung. Klett, Stuttgart 1957 (4. Auflage. Klett-Cotta, Stuttgart 1994, ISBN 3-608-91681-4).
- Wolfgang Iser: Das Fiktive und das Imaginäre. Perspektiven literarischer Anthropologie. Suhrkamp, Frankfurt am Main 1991, ISBN 3-518-58077-9.
- Kendall L. Walton, Mimesis as Make-Believe. On the Foundations of the Representational Arts. Harvard University Press, Cambridge MA u. a. 1990, ISBN 0-674-57619-5.

### Нові літературозначі та соціологічні дослідження
- Martin Andree: Archäologie der Medienwirkung. Faszinationstypen von der Antike bis heute. (Simulation, Spannung, Fiktionalität, Authentizität, Unmittelbarkeit, Geheimnis, Ursprung). Fink, München 2005, ISBN 3-7705-4160-X (Zugleich: Köln, Univ., Diss., 2004).
- J. Alexander Bareis: Fiktionales Erzählen. Zur Theorie der literarischen Fiktion als Make-Believe. Acta Universitatis Gothoburgensis, Göteborg 2008, ISBN 978-91-7346-605-9 (Göteborger germanistische Forschungen 50), (Zugleich: Göteborg, Univ., Diss., 2007).
- Thorsten Benkel: Soziale Welt und Fiktionalität. Chiffren eines Spannungsverhältnisses. Kovac, Hamburg 2008, ISBN 978-3-8300-3112-3 (Socialia 89).
- Remigius Bunia: Faltungen. Fiktion, Erzählen, Medien. Erich Schmidt, Berlin 2007, ISBN 978-3-503-09809-5 (Philologische Studien und Quellen 202), (Zugleich: Siegen, Univ., Diss., 2006).
- Elena Esposito: Die Fiktion der wahrscheinlichen Realität. Suhrkamp, Frankfurt am Main 2007, ISBN 978-3-518-12485-7 (Edition Suhrkamp 2485).
- Stephanie Metzger: Theater und Fiktion. Spielräume des Fiktiven in Inszenierungen der Gegenwart. transcript, Bielefeld 2010, ISBN 978-3-8376-1399-5 (Theater 18), (Zugleich: München, Univ.,Diss., 2009).
- Jürgen H. Petersen: Die Fiktionalität der Dichtung und die Seinsfrage der Philosophie. Fink, München 2002, ISBN 3-7705-3758-0.
- Frank Zipfel (Hrsg.): Fiktion, Fiktivität, Fiktionalität. Analysen zur Fiktion in der Literatur und zum Fiktionsbegriff in der Literaturwissenschaft. Erich Schmidt, Berlin 2001, ISBN  (Allgemeine Literaturwissenschaft – Wuppertaler Schriften 2), (Zugleich: Mainz, Univ.3-503-06111-8, Diss., 1999).

### Когнітивна наука
- Richard J. Gerrig: Experiencing Narrative Worlds. On the Psychological Activities of Reading. Yale University Press, New Haven CT u. a. 1993, ISBN 0-300-05434-3.
- Lisa Zunshine: Why we Read Fiction. Theory of Mind and the Novel. Ohio State University Press, Columbus OH 2006, ISBN 0-8142-1028-7.

### Збірки
- Dieter Henrich, Wolfgang Iser (Hrsg.): Funktionen des Fiktiven. Fink, München 1983, ISBN 3-7705-2056-4 (Poetik und Hermeneutik 10).
- Maria E. Reicher (Hrsg.): Fiktion, Wahrheit, Wirklichkeit. Philosophische Grundlagen der Literaturtheorie. Mentis-Verlag, Paderborn 2006, ISBN 3-89785-354-X (KunstPhilosophie 8).

## Виноски
1. ↑  Kendall L. Walton, Mimesis as Make-Believe: On the Foundations of the Representational Arts, Harvard University Press, 1990, S. 145.
2. ↑  Marie-Laure Ryan, „Fiction, Non-Factuals, and the Principle of Minimal Departure“, in: Poetics 9 (1980), S. 403–422.
3. ↑  Niklas Luhmann, Liebe als Passion, Suhrkamp, 1982.
4. ↑  Bernd W. Seiler, Die leidigen Tatsachen: Von den Grenzen der Wahrscheinlichkeit in der deutschen Literatur seit dem 18. Jahrhundert, Klett-Cotta, 1983.
5. ↑  Peter Blume, Fiktion und Weltwissen: Der Beitrag nichtfiktionaler Konzepte zur Sinnkonstitution fiktionaler Erzählliteratur, Erich Schmidt, 2004.
6. ↑  Remigius Bunia, Faltungen: Fiktion, Erzählen, Medien, Erich Schmidt, 2007.
7. ↑  David Lewis, On the Plurality of Worlds, Blackwell, 1986.
8. ↑  Elena Esposito, „Fiktion und Virtualität“, in: Sybille Krämer (Hrsg.), Medien, Computer, Realität: Wirklichkeitsvorstellungen und neue Medien, Suhrkamp, 1998.
9. ↑  Hayden White, Metahistory: The Historical Imagination in Nineteenth Century Europe, Johns Hopkins University Press, 1973. Deutsche Übersetzung: Hayden White, Metahistory: Die historische Einbildungskraft im 19. Jahrhundert in Europa, S. Fischer, 1991.
10. ↑  Hans Robert Jauß, Ästhetische Erfahrung und literarische Hermeneutik, Fink, 1977; Reinhart Koselleck, Vergangene Zukunft: Zur Semantik geschichtlicher Zeiten, Suhrkamp, 1979.
11. ↑  Richard J. Gerrig, Experiencing Narrative Worlds: On the Psychological Activities of Reading, Yale University Press, 1993.
12. ↑  Käte Hamburger, Die Logik der Dichtung, Klett, 1957.
13. ↑  Bernd W. Seiler, Die leidigen Tatsachen: Von den Grenzen der Wahrscheinlichkeit in der deutschen Literatur seit dem 18. Jahrhundert, Klett-Cotta, 1983, S. 54.